# Parafia św. Feliksa de Valois w Guzowie
Parafia świętego Feliksa de Valois w Guzowie – parafia rzymskokatolicka znajdująca się w diecezji łowickiej, w dekanacie Wiskitki.

## Zasięg parafii
Do parafii należą wierni z następujących miejscowości: Aleksandrów (nry 1–50), Czerwona Niwa (nry 1–33), Guzów Osada, Guzów Wieś, Konstancja, Nowy Oryszew (nry 5–37), Wola Miedniewska (nry 62–73).